# Parti communiste ouvrier (Canada)
Vous lisez un « bon article » labellisé en 2012.
Le Parti communiste ouvrier (PCO) était un parti politique québécois et canadien, marxiste-léniniste, connu d'abord sous le nom de Ligue communiste (marxiste-léniniste) du Canada (LC(ml)C). La Ligue communiste faisait partie du mouvement marxiste-léniniste et des groupes d'extrême gauche des années 1970 au Québec.
La ligue est fondée en 1975 avant de se transformer en parti, le PCO, en 1979. Le PCO présente des candidats lors de l'élection fédérale de 1980 et de l'élection provinciale québécoise de 1981. À son apogée à la fin des années 1970, le PCO comptait de 600 à 1 000 membres, parmi lesquels on retrouve quelques personnalités publiques qui y ont milité dans leur jeunesse, notamment le bloquiste Gilles Duceppe, le syndicaliste Marc Laviolette et l'homme d'affaires Pierre Karl Péladeau. Bien qu'elle ait été l'une des organisations d'extrême gauche les plus importantes des années 1970, elle n'eut qu'une influence limitée sur la vie politique québécoise et canadienne. Le PCO se dissout en 1983.
D'idéologie marxiste-léniniste et maoïste, la Ligue communiste et le PCO souhaitent instaurer au Canada un État communiste. Contrairement à d'autres groupes similaires, le PCO présente des candidats lors des élections, même si l'objectif est davantage de sensibiliser la population que de faire élire des députés. La Ligue communiste affirmait plutôt la nécessité d'une lutte armée pour parvenir à son objectif. Le PCO était un parti relativement rigide, qualifié même de sectaire par certains.

## Histoire

### Fondation de la ligue
La Ligue communiste (marxiste-léniniste) du Canada (LC(ml)C) se développe dans la nouvelle mouvance marxiste-léniniste des années 1970 au Québec. À cette époque, des militants de l'extrême gauche s'y activent en réaction à l'échec des méthodes terroristes du Front de libération du Québec et à la déception face aux politiques du Parti communiste du Canada, organe lié à l'URSS. Le mouvement d'extrême gauche au Québec y est alors extrêmement fractionné : « C'est la valse des scissions, des fusions et des réalignements [...] ».
Fondée en 1975, la Ligue communiste est issue de la fusion de trois organisations marxistes-léninistes de l'époque : le Mouvement révolutionnaire étudiant du Québec (MREQ), la Cellule ouvrière révolutionnaire (COR) et la Cellule militante ouvrière (CMO). La fusion des organismes avant comme objectif d'avoir une « organisation révolutionnaire pré-parti se réclamant du marxisme stalinien et maoïste ». Dans leur document de fondation, les trois groupes expliquent la base de la nouvelle organisation :

« La Ligue communiste (marxiste-léniniste) du Canada se base sur le marxisme, le léninisme et la pensée maotsétoung. Sa tâche centrale est de créer un authentique Parti communiste marxiste-léniniste au Canada, seul capable de guider la classe ouvrière canadienne vers l'accomplissement de sa mission historique, c'est-à-dire vers la destruction de l'État bourgeois, l'instauration de la dictature du prolétariat, la construction du socialisme, puis du communisme »

La Ligue communiste est aussi créée en réaction à d'autres organisations marxistes-léninistes de l'époque, telles qu'En lutte ! et le Parti communiste du Canada (marxiste-léniniste) (voir « Idéologie » ci-dessous).
La Ligue souhaitait d'abord unir les forces marxistes-léninistes avant de se pencher sur la création d'un parti. C'est en 1979 où elle décide de se lancer dans l'arène électorale et de se transformer du même coup en parti politique : le Parti communiste ouvrier. Le PCO était considéré comme nécessaire pour la Ligue communiste pour arriver à ses fins.

### Création du PCO
Le congrès de fondation du Parti communiste ouvrier a lieu au début du mois de septembre 1979 dans une ferme de l'Estrie. Le parti organise ainsi une campagne publicitaire de même que des assemblées publiques dans plusieurs villes canadiennes afin de faire connaître son programme.
Le PCO participe d'abord à l'élection partielle dans la circonscription québécoise de Maisonneuve, où le candidat Robert Côté, même s'il est officiellement inscrit « sans désignation », s'affiche publiquement comme candidat du PCO. Cet employé de l'Hôpital Louis-H. Lafontaine est représentant syndical à la Confédération des syndicats nationaux. Il arrive en troisième position avec 1,30 % des suffrages (262 voix).
Quelques mois plus tard, le PCO présente une trentaine de candidats lors de l'élection fédérale de 1980. C'est toutefois lors des élections québécoises de 1981 que le parti obtient son meilleur résultat avec 4 956 voix, soit 0,14 % des voix. Aucun des 33 candidats ne parvient à se faire élire. Le PCO considère tout de même que l'élection fut « un succès ».

### Déclin
Malgré les résultats électoraux perçus comme encourageants par les dirigeants du PCO, le déclin du parti s'amorce rapidement vers la fin de 1982. Le début des années 1980 marque l'essoufflement des mouvements d'extrême gauche au Québec et dans plusieurs autres pays occidentaux. De plus, à cette période, plusieurs partis politiques de droite sont portés au pouvoir dans d'autres pays (États-Unis, Royaume-Uni, etc.). Le mouvement marxiste-léniniste rencontre aussi des difficultés à intégrer d'autres mouvements alternatifs comme les féministes, les écologistes et les groupes de défense des gais et lesbiennes,. Très peu de femmes se retrouvent dans les hautes sphères du parti. L'ensemble de ces facteurs amène un découragement d'un grand nombre de militants du parti, les convainquant de le quitter.
Parmi les facteurs qui ont mené le PCO à disparaître, le refus du parti de se joindre au camp du « oui » lors du référendum de 1980 n'est pas négligeable.
De plus, au niveau interne, le PCO est aux prises avec un conflit entre les militants et le chef du parti, Roger Rashi, ce dernier étant l'objet de critiques sur sa méthode de travail. Les membres critiquent aussi le mode de fonctionnement « stalinien » de l'organisation.
Le deuxième et dernier congrès se déroule en janvier 1983 à Montréal, et marque officieusement la fin du PCO,.

## Idéologie

### Idées directrices
Sur le plan idéologique, la Ligue communiste (marxiste-léniniste) du Canada et le PCO poursuivaient deux objectifs : la création d'un véritable parti communiste et l'organisation de la révolution socialiste au Canada. L'idéologie était basée sur le marxisme-léninisme et sur le maoïsme. L'idéologie du Parti communiste ouvrier résidait, comme plusieurs autres partis communistes, dans l'accomplissement d'une révolution prolétarienne canadienne. Par son appartenance à la mouvance marxiste-léniniste et maoïste, le PCO se rapprochait davantage du modèle idéologique issu de la Révolution d'Octobre que du communisme en vigueur à cette époque en Union soviétique. La ligue reprochait à l'URSS des années 1970 de prôner un passage pacifique vers le socialisme, plutôt qu'une dictature du prolétariat. Le PCO voit dans la Chine de Mao Zedong et dans l'URSS de Staline des modèles,. Elle appuyait aussi le communisme albanais. Elle se distinguait du mouvement trotskiste par une plus grande prétention à la pureté idéologique

Une grande partie des actions de la Ligue communiste (marxiste-léniniste) du Canada, et donc du PCO, se trouvait dans l'éducation et l'organisation des ouvriers afin de leur permettre de guider le mouvement ouvrier vers la révolution. La première édition du journal La Forge de la Ligue communiste démontre bien la volonté d'action de la ligue : 

« Le Parti ne peut se contenter de rassembler les idées des masses et les systématiser. Il doit imprimer une direction ferme sur le mouvement spontané pour qu'il devienne, dans la lutte, un mouvement conscient, uni, prêt à engager le combat révolutionnaire. […] le Parti doit appliquer une juste ligne de masse. Mais cette ligne c'est la méthode par laquelle le Parti dirige les masses. »

Parmi la mouvance extrémiste marxiste-léniniste de l'époque, le PCO se distinguait de son groupe concurrent de l'époque, En lutte !, par une approche plus pragmatique axée sur l'organisation des ouvriers, plutôt que sur la théorie. Le sociologue Jean-Philippe Warren explique que « [f]ace à En Lutte ! qui continue à insister sur l'incontournable travail de conscientisation et de sensibilisation des travailleurs, la ligue parle d'une lutte immédiate, imminente, favorisant le noyautage des masses plus que leur éducation socialiste. » La Ligue communiste ne fait pas simplement de la sensibilisation, mais tente de s'implanter dans les différents milieux ouvriers. De plus, alors qu'En lutte ! s'opposait grandement à l'impérialisme américain, pour le PCO, le principal combat se situait entre le prolétariat canadien et la bourgeoisie canadienne,. La rivalité entre les deux organisations était bien réelle et intense, tant au niveau idéologique qu'au niveau du recrutement des membres. Tous deux avaient la prétention d'unir le mouvement maoïste canadien. Les débats entre leurs partisans étaient souvent acrimonieux et certains militants se voyaient tout simplement interdire de fréquenter les militants de l'autre.
Le PCO participait certes aux élections, mais cela était davantage dans une optique d'éducation que de prise de pouvoir. Le Parti ne croyait pas que les élections pouvaient réellement permettre au prolétariat de prendre le pouvoir et affirmait plutôt la nécessité d'une lutte armée pour y parvenir,.
Le PCO s'intéressait aussi à la question des droits des femmes, mais les relations avec les mouvements féministes ont été tendues. La position marxiste-léniniste entrevoyait d'abord peu de place pour les luttes féministes, les relayant à une question secondaire par rapport à la lutte des classes. Selon la Ligue communiste, la véritable source du statut de la femme était l'état capitaliste plutôt que les relations hommes-femmes. Toutefois, vers 1980, le PCO s'ouvre pour faire une certaine place à un discours spécifiquement féministe. Certains critiques du PCO ne manquent pas de souligner que l'organisation reproduisait plusieurs stéréotypes de la domination des hommes, notamment la présence quasi exclusive d'hommes dans les plus hautes instances.

### Nationalisme québécois
La position du PCO sur la question de l'avenir politique du Québec a été l'objet de plusieurs discussions et tensions internes. Le PCO reconnaissait le pouvoir du Québec de s'autodéterminer et avait pris position en faveur d'une union plus égalitaire entre le Canada et le Québec,. Selon le PCO, le Québec est une nation et « doit pouvoir choisir elle-même son statut politique. » La Ligue communiste et le PCO s'opposent donc aux projets de renforcement du nationalisme canadien comme la Commission Pépin-Robarts et le rapatriement de la Constitution du Canada. Le PCO considérait de même, en 1979, que la nation québécoise était opprimée dans le contexte canadien (non-reconnaissance de la nation, droits linguistiques brimés, désavantage économique, etc.).

 
Le Parti incite toutefois ses partisans à annuler leur vote lors du référendum de 1980. Les raisons ayant mené le PCO à n'appuyer aucun des camps sont nombreuses. Le PCO percevait le projet souverainiste du Parti québécois comme une menace au projet de révolution prolétarienne des ouvriers canadiens. Appuyer le projet de souveraineté aurait été une façon de se détourner de l'objectif principal du mouvement marxiste-léniniste, soit l'unité de la classe ouvrière. Comme l'explique Bernard Dansereau, « [l]a revendication de l'indépendance du Québec était perçue comme un mot d'ordre bourgeois divisant la classe ouvrière canadienne devant le projet d'un éventuel Canada socialiste ». En 1979, le chef de la Ligue communiste, Roger Rashi expliquait : 

« [...] nous pensons que maintenant que la séparation n'amènera que la consolidation finalement des capitalistes québécois au pouvoir et non pas une amélioration à long terme, ni même à court terme de la progression des travailleurs au Québec. »

 Selon la ligue, « [l]a séparation ne fera que retarder la révolution socialiste et ne mettra pas fin à l'oppression du Québec. » De façon plus accessoire, le mouvement marxiste-léniniste avait peur que l'indépendance du Québec permette aux États-Unis d'avoir une influence plus grande sur un Canada et sur un Québec affaibli. Warren souligne aussi la présence de nombreux anglophones à la tête du parti, ce qui a pu contribuer à la prise de position du PCO.
Pour Pierre Dubuc, l'analyse du PCO réduisait erronément le débat référendaire à une simple réforme constitutionnelle, plutôt que d'y voir une volonté d'émancipation du peuple.
Ainsi, la position du PCO lors du référendum de 1980 lui a valu plusieurs tensions internes, en partie responsables de sa dissolution.

## Fonctionnement et structure
La stratégie du PCO était marquée par son implantation dans les usines afin de mobiliser des ouvriers à la cause socialiste. Dès sa fondation, la Ligue communiste jugeait les syndicats dominés par un courant trop bourgeois, d'où sa volonté de les investir pour les réformer. Elle avait espoir de les faire basculer dans la lutte des classes plutôt que dans la collaboration avec le système en place. La Ligue communiste n'hésitait pas à noyauter certains organismes populaires afin de les rallier à sa cause ou même de les faire fusionner. Les militants appelleront cette stratégie « l'implantationnisme ». La ligue s'implique par ailleurs dans plusieurs grèves importantes, dont celle de Commonwealth Plywood à Sainte-Thérèse en 1977. Pour y parvenir, la ligue envoie souvent des militants dans des milieux de travail ouvrier sans que ceux-ci s'affichent ouvertement marxiste-léniniste. Ainsi, les militants de la ligue peuvent tranquillement tenter de noyauter les instances en place et essayer de convaincre leurs collègues d'adhérer au mouvement.
« L'implantationnisme » se conjugue aussi avec une grande virulence des militants au sein des assemblées syndicales et associatives. Les membres luttent pour influencer les organisations et surtout, pour recruter des sympathisants, au détriment des organisations concurrentes (En lutte !, etc.),.
Le Parti communiste ouvrier était dirigé par le congrès qui était l'instance centrale de la structure du parti. Suivant ensuite un comité central de 17 personnes et quatre ou cinq membres du bureau politique qui dirigeaient les différentes cellules qui constituent l'infrastructure du Parti,. Les sympathisants au parti participaient à des comités de lecture ou, les plus convaincus, à des groupes d'études avant de devenir membre. La majorité des personnes impliquées dans le parti était des jeunes. On dénombrait vers la fin des années 1970 près de 2 000 à 3 000 jeunes impliqués dans le mouvement marxiste-léniniste québécois dont le PCO était le principal protagoniste , avec son organisation concurrente En lutte!. Selon les auteurs, le PCO aurait eu de 600 à 1 000 membres à son apogée et une cinquante d'employés,,. Les sympathisants pouvaient s'impliquer au sein des groupes de lecture, groupes locaux formés pour discuter et réfléchir notamment sur les textes publiés dans La Forge. Au Québec, il s'agissait probablement l'organisation d'extrême gauche la plus sérieuse de l'époque. Parmi les membres du PCO, on retrouve quelques personnalités publiques qui y ont milité dans leur jeunesse, notamment le bloquiste Gilles Duceppe, le syndicaliste Marc Laviolette et l'homme d'affaires Pierre Karl Péladeau,.
Toutefois, le fonctionnement du PCO a parfois été qualifié de « sectaire et très rigide »,. En parlant de la Ligue communiste, l'auteur Charles-Antoine Bachand affirme que « les membres avaient le droit de la critiquer, mais ils ne pouvaient la modifier et devaient la respecter. [...] Tant et aussi longtemps que ce que disait le militant n'avait pas d'impact réel sur les orientations de la ligue, il pouvait dire ce que bon lui semblait. Cependant, à partir du moment où il représentait réellement la ligue, il devait strictement s'en tenir à la ligne politique de celle-ci. » La dissidence n'avait pas sa place et les dirigeants de la ligue pouvaient avoir un immense pouvoir sur les actions et opinions des membres. Le PCO justifiait cette organisation hautement pyramidale, par l'importance de s'organiser pour mobiliser les masses. Warren qualifie le fonctionnement et la rigidité de l'organisation de « quasi religieuse ».
De même, le mode d'organisation de la Ligue communiste et du PCO envahissait la vie des membres. Outre l'implication quasi permanente des membres dans la mobilisation, ceux-ci devaient observer un mode de vie strict (absence de drogue et d'alcool) et correspondant à des valeurs traditionnelles (rejet de l'homosexualité par exemple). Toute leur vie devait tourner autour de la lutte du PCO.
Le PCO se finançait par le biais des cotisations de ses membres, de la vente de journal et de la librairie dont elle était propriétaire à Montréal. Les cotisations des membres étaient importantes. Les membres devaient verser une partie de leur salaire annuel au parti (5 à 20 %), les plus fortunés devant payer davantage,. En 1979, on estimait le budget annuel de la Ligue communiste à plusieurs centaines de milliers de dollars, voire 300 à 500 000 $.
De 1975 à 1983, la Ligue communiste puis le PCO publiaient un journal, La Forge. Organe officiel du parti, sa ligne éditoriale était serrée. Son tirage hebdomadaire (dès 1978) ou bihebdomadaire aurait été de 10 000 exemplaires, distribués dans l'ensemble du Canada,,. Il était publié en français et en anglais (de même qu'un supplément en italien). Le journal est, pour les militants du PCO, un moyen d'approcher de nouveaux sympathisants. On commence par le distribuer et ensuite, on recrute des membres dans les comités de lecture.
De 1978 à 1982, la Ligue communiste et le PCO ont aussi publié une revue intitulée Octobre. Plus théorique que La Forge, elle s'adressait aux militants plus convaincus.

## Résultats électoraux
| Élection      | Sièges                                   | Sièges         | Voix   | Voix        |
| Élection      | Candidats / Circonscriptions en élection | Sièges obtenus | Nombre | Pourcentage |
| ------------- | ---------------------------------------- | -------------- | ------ | ----------- |
| Novembre 1979 | 1 / 1                                    | 0              | 262    | 1,30 %      |
| Avril 1981    | 33 / 122                                 | 0              | 4 956  | 0,14 %      |